# Грами
 Тази статия е за музикалните награди.  За рода риби вижте Грами (род).  
Наградите „Грами“ (наричани и „Грамофончета“ на английски: Gramophone Award), се присъждат от Националната академия за звукозапис (National Academy of Recording Arts and Sciences – NARAS) на САЩ за изключителни постижения в музикалната индустрия. На ежегодната церемония по връчването им, която обикновено се провежда през февруари, участват най-известните изпълнители, а връчването на наградите в някои от най-популярните категории се излъчва пряко по телевизията и привлича много публика. Това е една от четирите годишни шоу програми за връчване на музикални награди в Съединените щати, другите са награди Билборд, награди за американска музика и Рок енд рол Залата на славата встъпителна церемония. Грами се счита за музикалния еквивалент на наградите Еми за телевизия, на наградите Тони за сцената и на наградите Оскар в света на филмите.
Както Оскарите, така и Грами, които към 2011 г. са разделени на 109 категории в 30 жанра музика, се присъждат чрез гласуване, а не по индекс на популярност, както се случва с американските музикални награди и музикалните награди Билборд.
Първата церемония е проведена на 4 май 1959 г. и награждава изпълнителите за постиженията им през 1958 г. След церемонията през 2011 г. NARAS преразглежда категориите за 2012 г. и ги намалява до 78.
Крайната дата, за да се кандидатства за Грами, е 1 октомври на текущата година. По тази причина изпълнителите стратегически се стремят да издадат албумите си преди тази дата, за да могат да имат възможност да участват.
От 2000 г. поради нарастващото значение на пазара и на музикалната продукция в Латинска Америка, както и между латиноамериканското население на Съединените щати, се стига до връчването на наградите Грами Латино. Тези награди, които понастоящем се разделят в 50 категории, имат като крайна дата 31 март всяка година и се връчват през септември.
Към февруари 2009 г. са били връчени 7578 награди Грами. Въпреки това тя се счита от много хора за спорна награда, тъй като големи музикални икони като Куийн или Лед Цепелин никога не я получават, а Дейвид Боуи получава само една в цялата си кариера – за най-добър музикален клип.

## Категории
Четирите най-престижни награди Грами са в обща категория, която не зависи от конкретния музикален жанр и се дават за:
- Албум на годината се присъжда на изпълнителя и екипа, продуцирал цял музикален албум.
- Запис на годината се присъжда на изпълнителя и екипа, продуцирал една песен
- Песен на годината се присъжда на автора/композитора на песен
- Най-добър нов изпълнител се присъжда на изпълнител, който през въпросната година е издал първи запис, с който е станал известен на публиката (това може да не е първият запис изобщо на този изпълнител)

Останалите награди се присъждат за изпълнение и продукция в специфични жанрове, както и за други приноси като художествено оформление и видео. Специални награди се присъждат за цялостен принос към музикалната индустрия.

## История
Произходът на наградата е свързан с проекта за Холивудска Алея на славата от 50-те години. Членовете на комисията по избора на кандидати за Алеята на славата, които са били свързани със звукозаписната индустрия, си дават сметка, че има много изпълнители, които никога няма да спечелят звезда на алеята. Затова решават да създадат награда, присъждана от музикалната индустрия. Така се създава Националната академия за звукозапис. Все още оставал открит въпросът с наименованието на наградата – едно от предложенията е Еди (Eddie) в чест на Томас Едисън, създателя на фонографа (предшественик на грамофона). В крайна сметка избират самото име на грамофона, и присъждат първите награди Грами през 1959 г. за музикални приноси, направени през 1958.

## Градове домакини на церемонията
- 1959–1972: Хотел Амбасадор, Лос Анжелис, Калифорния
- 1973–1977: Grand Ole Opry, Нешвил, Тенеси
- 1978–1980: Shrine Auditorium, Лос Анжелис, Калифорния
- 1981: Рейдио Сити Мюзик Хол, Ню Йорк
- 1982–1983: Shrine Auditorium, Лос Анжелис, Калифорния
- 1984: Рейдио Сити Мюзик Хол, Ню Йорк
- 1985–1987: Shrine Auditorium, Лос Анжелис, Калифорния
- 1988–1989: Рейдио Сити Мюзик Хол, Ню Йорк
- 1990: Shrine Auditorium, Лос Анжелис, Калифорния
- 1991–1992: Рейдио Сити Мюзик Хол, Ню Йорк
- 1993: Shrine Auditorium, Лос Анжелис, Калифорния
- 1994: Рейдио Сити Мюзик Хол, Ню Йорк
- 1995–1996: Shrine Auditorium, Лос Анжелис, Калифорния
- 1997: Медисън Скуеър Гардън, Ню Йорк
- 1998: Рейдио Сити Мюзик Хол, Ню Йорк
- 1999: Shrine Auditorium, Лос Анжелис, Калифорния
- 2000–2002: Staples Center, Лос Анжелис, Калифорния
- 2003: Медисън Скуеър Гардън, Ню Йорк
- 2004–2014: Стейпълс център, Лос Анжелис, Калифорния